# Erwin Lemmens
Erwin Lemmens (Brussel·les, 12 de maig de 1976) és un futbolista belga, que ocupa la posició de porter.

## Trajectòria
Inicia la seua carrera al KSK Beveren de la lliga belga, on seria titular entre 1997 i 1999. A l'estiu d'eixe any fitxa pel Racing de Santander, de la primera divisió espanyola. Al conjunt càntabre seria suplent els dos primers anys, però a partir del 2001, amb l'equip a Segona, pren la titularitat, la qual mantindria a la posterior temporada, de nou a la màxima categoria.
La temporada 04/05 milita a les files del RCD Espanyol. Gaudeix de la titularitat, però l'arribada de Carlos Kameni li tanca el pas. Marxa a l'Olympiacos FC de la lliga grega, on amb prou feines hi juga, en ser el tercer porter.
El 2007 s'incorpora al RKC Waalwijk neerlandès, i a l'any següent retorna al seu país, primer al recent ascendit FC Dender i després al conjunt al qual havia començat, el Beveren.

## Selecció
Lemmens ha estat dues vegades internacional amb Bèlgica.